# Casa (Arkansas)
Casa – miasto w Stanach Zjednoczonych, w stanie Arkansas, w hrabstwie Perry.